# Profilo di donna (Leonardo)
Il Profilo di donna è un disegno realizzato da Leonardo da Vinci e custodito oggi nella Royal Collection del Regno Unito.

## Storia
Il disegno venne realizzato da Leonardo da Vinci tra 1485 e il 1490 circa. Questo venne successivamente lasciato in eredità al suo pupillo Francesco Melzi, passando così da lui ai suoi eredi, che tra il 1582 e il 1590 circa lo vendettero a Pompeo Leoni. Quest'ultimo lo vendette a sua volta nel 1630 a Thomas Howard, XIV conte di Arundel. Dal Conte di Arundel pervenne successivamente nel 1690 nella Royal Collection, probabilmente acquistato da re Carlo II Stuart.

## Descrizione
Il disegno si presenta realizzato con la tecnica della punta di metallo su carta preparata color crema. Esso presenta la raffigurazione di una donna, rappresentata di profilo verso destra, dalla testa alle spalle, ed è adornata da un berretto dietro la testa.
Sebbene siano noti i ritratti pittorici che Leonardo eseguì durante la sua carriera, di cui se ne conoscono almeno cinque, questo disegno in particolare è completamente diverso, poiché trapela lo studio rigoroso di una giovane donna in abiti di tutti i giorni. L'opera venne probabilmente disegnata non come preparazione per un dipinto, ma come opera finita a sé stante, per la pura soddisfazione di Leonardo.